# 博洛尼奥拉
博洛尼奥拉（義大利語：Bolognola），是意大利马切拉塔省的一个市镇。总面积25平方公里，人口176人，人口密度7.0人/平方公里（2009年）。ISTAT代码为043005。